# Isosakuranétine
L'isosakuranétine est un composé organique de la famille des flavanones, un sous-groupe de flavonoïdes. Elle a été détectée dans l'orange sanguine (fruit de Citrus sinensis) ainsi que dans le pamplemousse (Citrus ×paradisi) et la monarde (Monarda didyma').

## Hétérosides
La poncirine est le 7-O-néohespéridoside de l'isosakuranétine.